# Saundersiops spinosus
Saundersiops spinosus là một loài ruồi trong họ Tachinidae.